# Diaspis brevinatis
Diaspis brevinatis är en insektsart som beskrevs av Ferris 1941. Diaspis brevinatis ingår i släktet Diaspis och familjen pansarsköldlöss.
Artens utbredningsområde är Panama. Inga underarter finns listade i Catalogue of Life.